# Monumento Natural Arístides Rojas
El Monumento Natural Arístides Rojas, conocido como Los Morros de San Juan, es un sistema de roca caliza formado por la deposición de sedimentos marinos ubicado en los alrededores de San Juan de los Morros. El morro más alto se llama Paurario (también el Morro del Faro), el morro de mediano tamaño (el morro adyacente a Apuraría) se llama Tucunuma, y el morro alejado se llama Papelón.
Desde su punto más alto se observa la ciudad en una vista panorámica. Fue declarado monumento natural en 1949. Están localizados al Noroeste de Venezuela, en las cercanías de San Juan de los Morros, capital del estado Guárico. Esta formación es declarada monumento natural en 1949. Tomando la autopista regional del centro se encuentran a unas 2 horas de Caracas. Se Trata de Colinas de rocas calizas arrecifales que se elevan en forma dentada las cuales tuvieron su evolución cuando un antiguo mar cubría esta zona hace 80 millones de años. Presenta la formación de numerosas cuevas de pequeño tamaño.

## Atractivos
Su principal atractivo son los morros, formaciones geológicas que se elevan hasta los 1.060 metros, constituidas por caliza arrecifal que data de hace 80 millones de años. Otro de sus atractivos es la vista panorámica de todo el poblado, que se puede divisar desde lo alto del monumento. En ocasiones se realizan caminatas guiadas para personas que quieran subir hasta la cima del mismo.

## Geología
Los Morros de San Juan están en el corazón de una extensa formación geológica cuyos icnofósiles dan evidencia de que los estratos contienen rocas del Paleoceno. Los Morros se componen de calizas arrecifales extremadamente masivas, que aparentan haberse formado dentro de la facies "peri-arrecifal" donde predominan depósitos flysch, compuestas por alternancias de lutitas, areniscas y limolitas turbidíticas, en capas que pueden ser de muy finas a medias.